# Metin Peker
Metin Peker (* 11. April 1993 in Izmir) ist ein türkischer Fußballspieler, der aktuell für Karşıyaka SK tätig ist.

## Spielerkarriere
Peker begann mit dem Vereinsfußball in der Jugend von Gaziemir Onurspor und wechselte 2009 in die Jugend von Karşıyaka SK. Hier erhielt er im Frühjahr 2011 einen Profivertrag, wurde aber weiterhin überwiegend in der Jugendmannschaft eingesetzt. Lediglich am letzten Spieltag der Saison 2010/11 gab er in einer Zweitligabegegnung sein Profidebüt.
Für die Saison 2014/15 wurde er an Batman Petrolspor  ausgeliehen.